# PopCap Games
PopCap Games est un développeur et éditeur de jeux vidéo en ligne basé à Seattle (ville de l'État de Washington aux États-Unis). L'entreprise est fondée en 2000 par John Vechey, Brian Fiete et Jason Kapalka, et compte environ 400 employés en 2011. La plupart des jeux qu'elle développe peuvent être essayés en ligne en version limitée, ou sont disponibles pour le téléchargement en version d'essai. Il est alors possible par la suite d'acheter la version complète.
Les titres développés par PopCap ont été téléchargés plus de 150 millions de fois[Quand ?], et son jeu porte-étendard Bejeweled s'est vendu à plus de 50 millions d'exemplaires sur différentes plates-formes. L'entreprise a également développé un programme permettant de réaliser soi-même ses propres jeux.

## Historique

Ancien logo de la société

L'entreprise est créée en 2000 par trois personnes, à la suite de la bulle internet. Elle se focalise sur les jeux de type casual game.
Le second jeu sorti (Bejeweled) reçoit un énorme succès.
Le 22 août 2006, PopCap Games conclut un accord avec l'entreprise Valve Software en vue de diffuser ses jeux par le biais de la plate-forme Steam. À partir du 30 août 2006, 17 des produits de PopCap Games sont disponibles via Steam. Pour rester conforme au modèle économique de PopCap, chaque jeu téléchargeable par Steam autorise aussi bien l'essai du jeu en version limitée que l'achat de la version complète.
Le 12 juillet 2011, Electronic Arts annonce avoir un accord pour acheter PopCap Games dans les mois suivants.

## Les jeux

### Esprit des jeux PopCap
Les jeux de PopCap sont souvent décrits comme simples, mais « prenants »[Par qui ?]. Les niveaux d'entraînement sont souvent composés d'un simple écran affichant les quelques règles de base. D'autres règles ou informations sur les objets du jeu sont dispensées au joueur au fur et à mesure de sa progression dans le jeu. Toutefois, l'esprit comme le cadre de jeu sont toujours les mêmes.
La plupart des jeux fonctionnent sans accélération matérielle, se jouent à la souris, et proposent plusieurs modes de jeu basés sur le même concept (par exemple un mode de jeu en temps limité).

### Liste des jeux de Popcap
- Alchemy
- AstroPop
- Atomica
- Bejeweled
- Bejeweled 2
- Bejeweled Twist
- Bejeweled 3
- Big Money! (en)
- Bonnie's Library
- Bookworm
- Bookworm Adventures
- Chuzzle (en)
- Feeding Frenzy
- Feeding Frenzy 2: Shipwreck Showdown (en)
- Dynomite
- Hammer Head
- Heavy Weapon (en)
- Iggle Pop
- Insaniquarium
- Mummy Maze
- Ning-Po Mahjong
- Noah's Arch
- Peggle
- Peggle Nights
- Pixelus
- Pizza Frenzy
- Plants vs. Zombies
- Plants vs. Zombies 2
- Plants vs. Zombies: Garden Warfare
- Plants vs. Zombies: Garden Warfare 2
- Plants vs. Zombies battle for neighborville
- Psychoballs
- Rocket Mania! (en)
- Seven Seas
- Talismania
- TipTop
- Typer Shark
- Word Harmony
- WordStalk
- Zuma
- Zuma's Revenge!

## Récompenses
Selon le site Web officiel de la compagnie, Popcap a remporté au moins 19 récompenses.

## Musique
La bande-son de ces jeux est souvent créée avec un tracker, souvent écrite par Jonne Valtonen et Peter Hajba, membres de Future Crew.

## Référence
- (en) Cet article est partiellement ou en totalité issu de l’article de Wikipédia en anglais intitulé « PopCap Games » (voir la liste des auteurs).